# Brügelmann-Champion-Wertung
Die Brügelmann-Champion-Wertung (später Brügelmann-Cup) war eine deutsche Jahreswertung für Amateure und Junioren im Radsport im Rahmen der jährlichen Rennkalender des Bundes Deutscher Radfahrer (BDR). Dabei wurden ausgewählte Eintagesrennen und Einzelzeitfahren zu einer Rennserie zusammengefasst, die vom Unternehmen Brügelmann GmbH aus Sulzbach als Sponsor unterstützt wurde. Die Brügelmann GmbH war ein Unternehmen im Versandhandel für Fahrräder, Fahrradkomponenten und Sportbekleidung. Zum Cup gehörten später auch die Rennen der Rad-Bundesliga. Brügelmann war Namensgeber der Rennserie, die ab 1976 bis in die 1990er Jahre veranstaltet wurde. Die Sieger wurden nach einem Punktesystem ermittelt. Neben den Rennen des BDR wurden auch Ergebnisse der Straßenradsport-Weltmeisterschaften und von Rundfahrten und Eintagesrennen im Ausland unter Beteiligung der Nationalmannschaft des BDR berücksichtigt. 1988 wurde der Brügelmann-Cup eingeführt, der eine Mannschaftswertung enthielt sowie eine Jahreswertung für die besten deutschen Amateure im Rahmen der Rennen der Rad-Bundesliga. Der Brügelmann-Cup war der Vorgänger der Lila Logistik Rad Bundesliga.

## Palmarès Brügelmann-Champion-Wertung
- 1976 Wilfried Trott
- 1977 Peter Weibel
- 1978 Wilfried Trott
- 1979 Wilfried Trott
- 1980 Jörg Echtermann
- 1981 Peter Becker
- 1982 Peter Hilse
- 1983 Peter Hilse
- 1984 Thomas Freienstein
- 1985 Werner Wüller
- 1986 Andreas Kappes
- 1987 Rajmund Lehnert
- 1988 Jochen Görgen
- 1989 Rolf Aldag
- 1990 Kai Hundertmark
- 1991 Heinrich Trumheller
- 1992 Lutz Lehmann
- 1993 Ralf Schmidt
- 1994 Jan Ullrich
- 1995 Holger Loew
- 1996 Holger Loew